# Czham

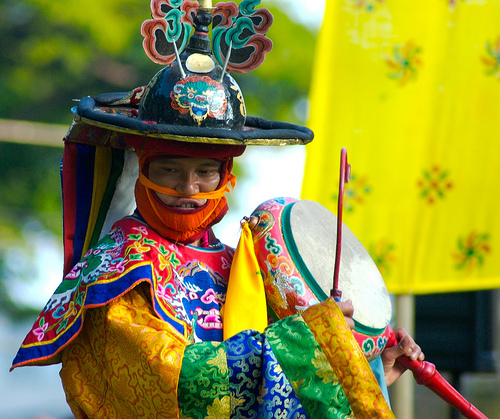
Czham

Czham (tyb. འཆམ  Wylie cham) – tradycyjne tybetańskie tańce w maskach, wywodzące się z przedbuddyjskiej religii bön, lecz zarazem  stanowiące rytuał w ramach buddyzmu tybetańskiego. Symbolizują walkę dobra ze złem i kończą się spaleniem głowy Jamy, boga śmierci. Rytuał jest odprawiany z okazji Losar, tybetańskiego Nowego Roku oraz innych ważnych świąt.